# Hoya longifolia
Hoya longifolia är en oleanderväxtart som beskrevs av Wallich och Robert Wight. Hoya longifolia ingår i släktet Hoya och familjen oleanderväxter. Inga underarter finns listade i Catalogue of Life.